# 이색가시호저
이색가시호저(Coendou bicolor)는 아메리카호저과에 속하는 설치류의 일종이다. 야행성 동물이며, 나무 위에서 생활하는 종이다. 볼리비아와 콜롬비아, 에콰도르 그리고 페루에서 발견된다. 머리부터 몸까지 몸길이는 약 543mm이고, 꼬리 길이는 몸과는 별도로 481mm이다. 몸에 촘촘한 가시 돌기가 덮여 있고, 연한 노란색 바탕에 털 끝은 검으며, 특히 등 중앙 쪽이 진한 색을 띤다. 이색가시호저의 꼬리는 완전한 잡는꼬리의 일종으로 가시는 없다.

## 아종
- C. b. bicolor Tschudi, 1844
- C. b. quichua Thomas, 1899
- C. b. richardsoni Allen, 1913
- C. b. simonsi Thomas, 1902